# Ferdinando Innocenti
Pour les articles homonymes, voir Innocenti.

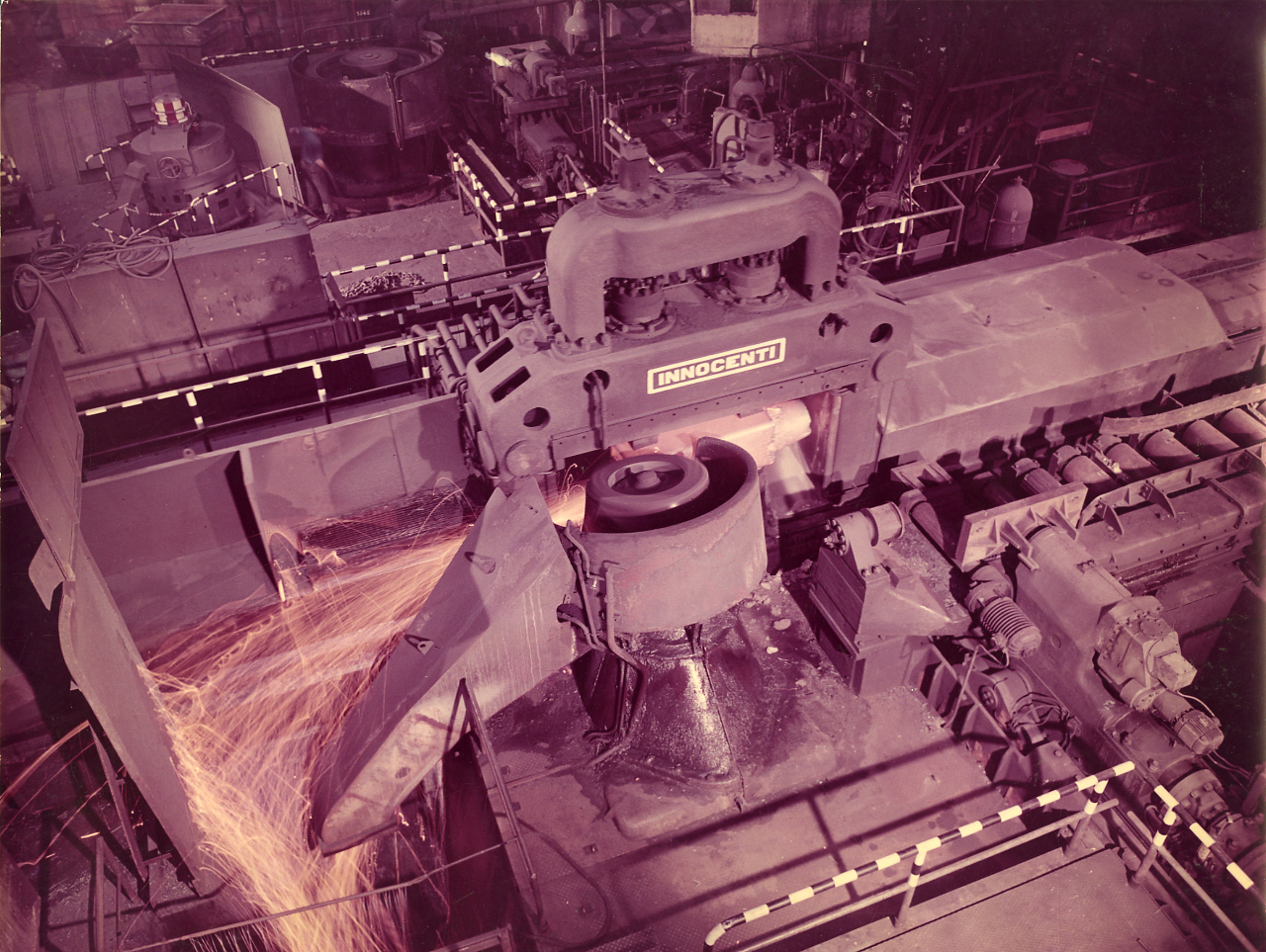
Machine Innocenti, photo par Paolo Monti, 1960.

Ferdinando Innocenti (né le 1er septembre 1891 à Pescia, dans la province de Pistoia, en Toscane et mort le 21 juin 1966 à Milan) est un industriel italien.
Il est connu pour la marque de scooter Lambretta et les voitures Innocenti (notamment les Mini fabriquées sous licence).